# Dry
Dry é uma comuna francesa na região administrativa do Centro, no departamento Loiret. Estende-se por uma área de 22,78 km². Em 2010 a comuna tinha 1 426 habitantes (densidade: 62,6 hab./km²).